# Bisayas
Las islas Bisayas (en bisayo: Kabisay-an; en tagalo: Kabisayaan; en inglés: Visayas) constituyen uno de los tres grandes archipiélagos que, junto a los de Luzón y Mindanao, conforman el más grande de Filipinas. Se sitúa en la parte central, entre las grandes islas de Luzón al norte y la de Mindanao al sur, pero está formada por islas mucho más pequeñas y numerosas, bordeadas, principalmente, por el mar de Bisayas que le da el nombre. Sus habitantes se denominan bisayos.
Las principales islas son cinco; por número de población decreciente, son:
- Panay
- Negros
- Cebú
- Bohol
- Leyte
- Sámar

Culturalmente se pueden incluir otras islas cuyos habitantes se identifican como bisayos, que son: 
- Masbate
- Romblón

## Historia
Hasta la fecha, la historia de los bisayos anterior a la llegada de los españoles es un misterio. Sin embargo, existen leyendas que hablan de un rey legendario, conocido como Kalantiao, el cual creó un código civil. Se cree que los bisayos proceden de la isla de Borneo.
La primera mención conocida de las Bisayas es del siglo XII, cuando la región se cree que estaba dominada por el imperio de Srivijaya. Se supone que los bisayos mantenían cercanas relaciones diplomáticas con varios reinos malayos y javaneses.
Tras la expedición de Magallanes y Elcano, los españoles se interesaron por el archipiélago y enviaron a Ruy López de Villalobos y Miguel López de Legazpi en 1543 y 1565, respectivamente, para explorar y colonizar las islas.
Al principio los bisayos aceptaron dicha colonización, muchos se convirtieron al cristianismo y aceptaron al Santo Niño como su patrón. Sin embargo, la situación pronto cambió y se produjeron varias revoluciones, como la de Francisco Dagoboy.
Los españoles no fueron el único problema de los bisayos. Se piensa que durante esta época varias islas bisayas fueron invadidas por los moros.
Durante la Revolución Filipina, los bisayos fueron activos protagonistas. La isla de Negros inició su propia revolución. No obstante, también existía una gran parte de la población que era realista (favorable a los españoles). Así el batallón de voluntarios ilongos estuvo luchando contra las tropas rebeldes hasta que empezó la guerra contra los estadounidenses, momento en el cual pasaron a luchar por la independencia.
Tras la independencia de Filipinas, los bisayos continuaron participando en la política filipina con presidentes provenientes de la isla.
El 23 de mayo de 2005, Palawan fue transferida a la Región VI (Bisayas Occidentales) por la orden ejecutiva 429. El Department of the Interior and Local Government anunció en junio de 2005 que la transferencia se había completado.
La acción tuvo mala acogida entre los paragüeños, alegando la no consulta a los ciudadanos, con la mayoría de los residentes en Puerto Princesa y en todos los municipios prefiriendo permanecer en MIMAROPA. La orden administrativa n.º 129 fue emitida el 19 de agosto de 2005 para contrarrestar dicho malestar. Esta orden dirigía la suspensión de la orden 429 pendiente de aprobar para la transferencia ordenada de Palawan de la Región IV-B a la VI.
Por lo tanto, Palawan actualmente (a partir de mayo de 2007) sigue siendo parte de la Región IV-B.

## División administrativa

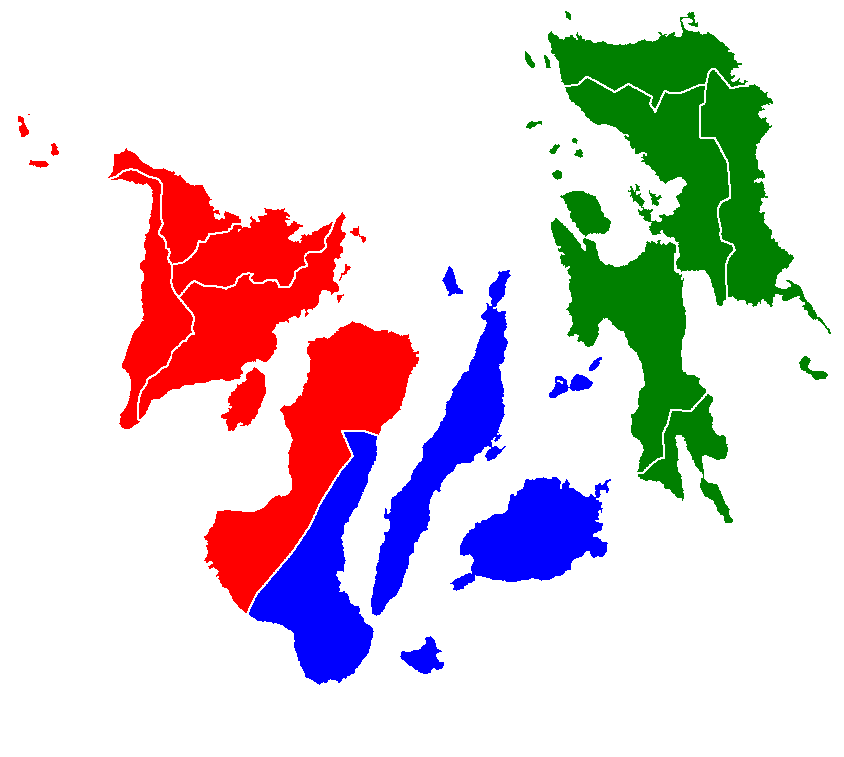
Un mapa de Bisayas.
Bisayas Central
Bisayas Orientales
Bisayas Occidentales
Las mayores islas, de oeste a este son: Panay, Negros, Cebú, Bohol, Leyte y Sámar.

Las mayores islas, de oeste a este son: Panay, Negros, Cebú, Bohol, Leyte y Sámar.
Administrativamente, Bisayas está dividida en 3 regiones, denominadas Bisayas Occidentales, Bisayas Centrales y Bisayas Orientales. Cada región está dirigida por un director regional de una de las diferentes oficinas ejecutivas del país. Todos estos puestos están designados por el secretario del Departamento de turno (por ejemplo, el Departamento de Educación).
Sin embargo, Bisayas está compuesta por 16 provincias encabezadas por un gobernador que es elegido democráticamente por un máximo de tres veces durante tres años cada vez.
Bisayas está representada en el Congreso filipino por 44 congresistas elegidos de la misma manera que los gobernadores.

### Bisayas Occidentales (Región VI)
Bisayas Occidentales está compuesto por las islas de Panay y la mitad occidental de la isla de Negros. Sus provincias son:
- Aklan
- Antique
- Cápiz
- Guimarás
- Iloílo
- Negros Occidental

### Bisayas Centrales (Región VII)
Bisayas Centrales incluye las islas de Cebú y Bohol, así como la mitad oriental de la de Negros. Sus provincias son:
- Bohol
- Cebú
- Negros Oriental
- Siquijor

### Bisayas Orientales (Región VIII)
Bisayas Orientales está compuesta por las islas de Leyte y de Sámar. Sus provincias son:
- Bilirán
- Leyte
- Leyte del Sur
- Sámar
- Sámar Oriental
- Sámar del Norte

## Cultura

### Leyendas
Existen leyendas compiladas por Pedro Alcántara Monteclaro en su libro Margtas (1907); cuentan la historia de diez caudillos datus que escaparon de la tiranía de Datu Makatunaw en Borneo y llegaron a la isla de Panay. Esos caudillos y sus seguidores se cree son los ancestros de los actuales habitantes de Bisayas. Su llegada se celebra con la fiesta de Ati-Atihan en Kalibo, provincia de Aklan. Aunque se consideran leyendas, se suele creer que están basadas en parte en hechos reales.

### El idioma español
Ha existido un gran número de escritores en español nacidos en las Bisayas. El uso del español fue muy popular en las grandes ciudades hasta la Segunda Guerra Mundial entre la población criolla y en los parianes: Cebú, Yloilo...
Todavía hay pequeñas microcomunidades de hablantes entre las personas mayores vinculadas laboralmente en un pasado al sector azucarero.

## Hipótesis
Una teoría moderna basada en el estudio de marcadores genéticos de la población actual afirma que emigrantes austronesios provenientes de Taiwán poblaron y se dirigieron hacia Bisayas, Borneo, actual Indonesia, y las islas del Pacífico oriental.